# Il Guardiano del Faro

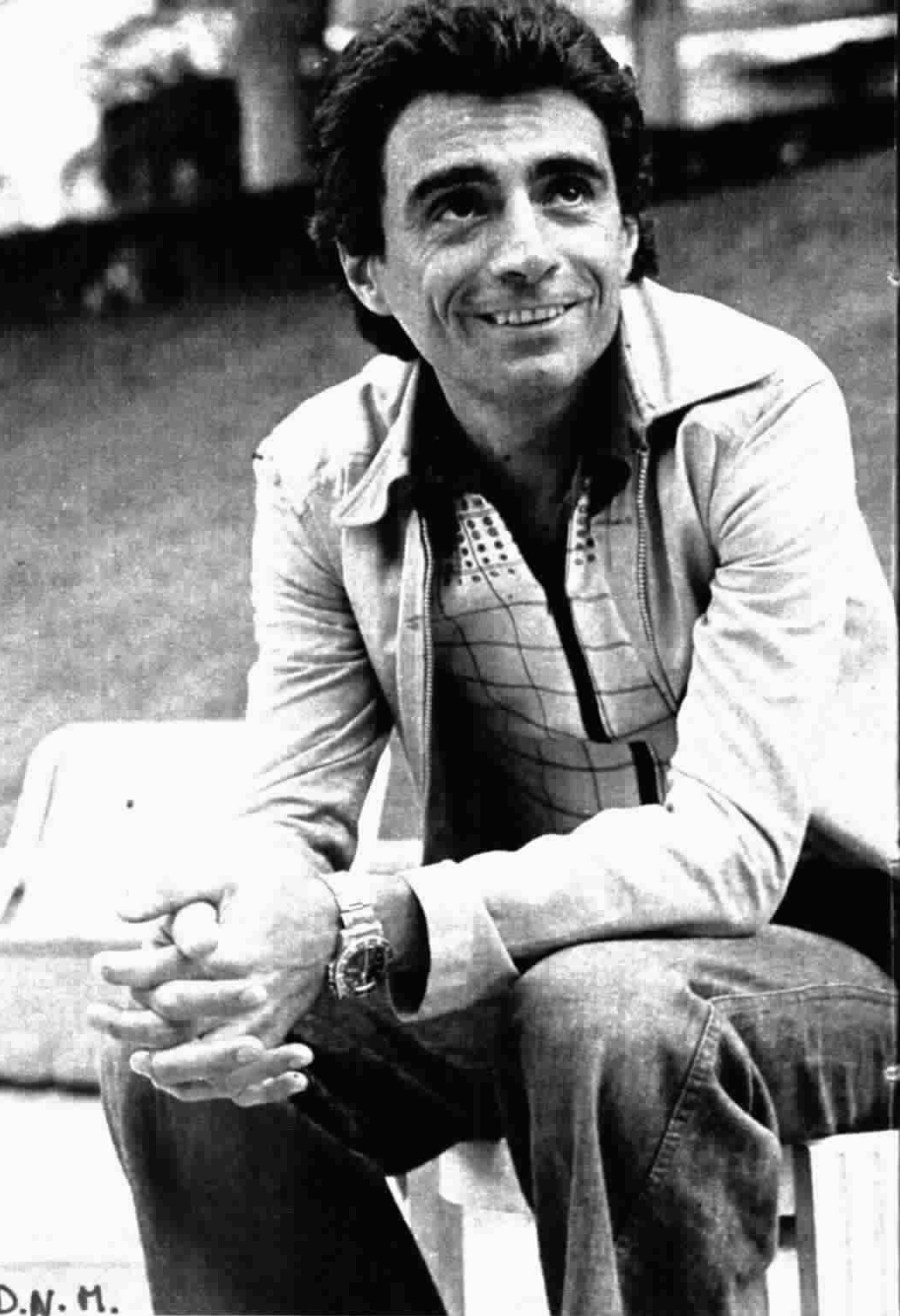
Foto de 1975, publicada en la revista Radiocorriere.

Il Guardiano del Faro (Federico Monti Arduini: n. Milán, 1 de diciembre de 1940) es un cantautor, tecladista, compositor y productor musical italiano, conocido sobre todo por su trabajo con el sintetizador Moog en los años 70 y 80. Como compositor para otros artistas, ha empleado el pseudónimo Arfemo (anagrama de su nombre y sus apellidos).

## Biografía
Después de graduarse en piano en el Conservatorio Giuseppe Verdi de Milán, comenzó a componer canciones, y tras obtener un contrato con Bluebell, de Antonio Casetta, se estrenó como compositor en 1961 con Dolci Sogni/Cosí, disco de 45 revoluciones al que seguirían otros para la misma compañía.
También fue productor artístico de Bluebell, y trabajó con muchos artistas italianos y extranjeros, entre ellos Carmen Villani, Claudio Lippi, I Nuovi Angeli, La Nuova Gente, Filipponio, Maurizio Piccoli, Sal Da Vinci, Mario Rosini, Santo & Johnny, Frankie Avalon, Joe Damiano, Al Martino, Vikki Carr y Gino Vannelli.
Se dedicó además a la actividad de compositor para otros cantantes. Algunas de las canciones que escribió son Ma Ci Pensi (para Mina), Il Primo Bacio che Darò (para Gigliola Cinquetti) y, para Orietta Berti, Solo Tu, que con la interpretación de Cliff Richard (All My Love) se convirtió en un éxito internacional con más de 15 millones de ejemplares vendidos.
En 1972, Federico Monti se convirtió en el director general del grupo editorial de música ligera de Dischi Ricordi, cargo que mantendría durante unos 15 años. Desde 1972 hasta 1975 también fue director artístico y asistente de la dirección general de Polydor Italia.

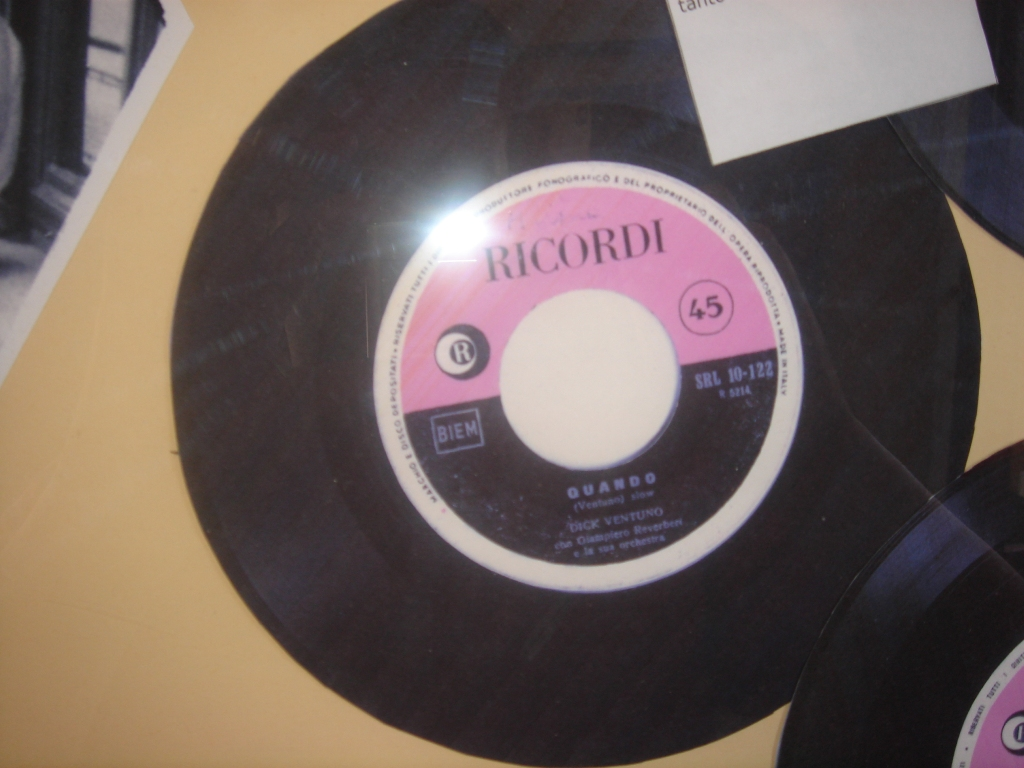
Disco de Luigi Tenco, de la casa Ricordi.

Federico Monti Arduini debe su fama sobre todo a los trabajos producidos con el pseudónimo de Il Guardiano del Faro, en los que se basaba en el uso del sintetizador moog, con un estilo particular entre la producción clásica y el pop instrumental elegante. Se hizo muy famoso en 1972 con la canción Il gabbiano infelice, versión de la canción Amazing Grace que en octubre consiguió el número 3 del Top 10 italiano.
En 1973 escribió, basándose en el texto de Lubiak (pseudónimo de Felice Piccarreda) una de las canciones más notables del dúo Wess & Dori Ghezzi: Tu nella mia vita, que participó en el Festival de San Remo de ese mismo año. La canción se clasificó en el sexto puesto, pero fue la primera en ventas.

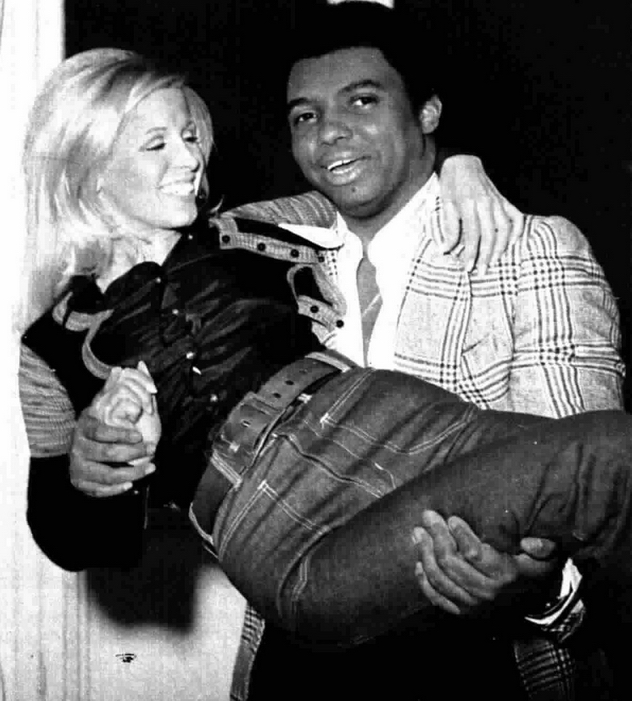
Foto publicada en la revista Radiocorriere: Wess & Dori Ghezzi en la edición de 1973 del festival de San Remo.

En 1975, Il Guardiano del Faro ganó el certamen Un disco per l'estate con la pieza que él mismo había compuesto y que sería su mayor éxito en España: Amore grande, amore libero, con la que además obtendría la posición n.º 1 durante diversos meses en las clasificaciones de discos de 33 y 45 r. p. m. más vendidos. En el mismo año, compuso la música de la película homónima, dirigida por Luigi Perelli y estrenada en 1976. 
Ese año, 1976, Federico Monti Arduini fundó la FMA, casa discográfica cuyo nombre es el acrónimo de sus iniciales. También ese año, compuso la música de la película La orca con la dirección de Eriprando Visconti. El tema conductor fue su canción Male d'amore.
Otras canciones conocidas pero de menor éxito entre el público son Papillon (1973), Amore tra le dita (1976) y Domani (1977).
Cabe mencionar además el álbum Oasis, de 1978, que contiene canciones como Non una corda al cuore, Disco divina, Oasis, Immenso mare immenso amore.
A principios de los años ochenta participó como invitado fijo a la transmisión televisiva Blitz por Gianni Minà, contribuyó como autor televisivo y después como presentador con su verdadero nombre a otros programas de la televisión nacional, como Il Sabato y Blu Domenica, y al programa de variedades eróticas Il cappello sulle ventitré, transmitido por Rai 2.
En junio de 1996, Monti Arduini fundó la casa discográfica y editorial Cafè Concerto, con la que produjo trabajos de muchos artistas, entre los cuales se encontraba Mario Rosini, ganador del segundo premio del Festival di Sanremo 2004 con la canción Sei la vita mia, que publicó varios CD para la etiqueta: Volare in alto, Cercando te, Be My Love, All By Myself).
En el 2008, apareció en la transmisión de I migliori anni, presentada por Carlo Conti, interpretando Amore grande, amore libero.